# Zofiów
Zofiów – wieś w Polsce położona w województwie łódzkim, w powiecie rawskim, w gminie Biała Rawska.
Wieś powstałą 12 stycznia 1905 r. w wyniku parcelacji dóbr Porady przez właścicielkę, Zofię Zajączkowską.
W latach 1975–1998 miejscowość administracyjnie należała do województwa skierniewickiego.